# Дни.ру
«Дни.ру» — российская электронная газета. Основана Константином Рыковым в декабре 2000 года. Издание публикует ежедневные выпуски новостей и материалы о политике, экономике, событиях в мире шоу-бизнеса, спорте и автомобилях.
Учредитель газеты — Newmedia Stars. Первым издателем газеты было ООО «Популярная литература», позже переформированное в ООО «Дни.ру». Посещаемость сайта газеты — 1,2 миллиона уникальных посетителей в день (данные от 2021 года). 5 ноября 2003 года на сайте газеты произошла смена дизайна. 7 мая 2008 года на сайте снова сменился дизайн.
С 2004 по 2006 год главным редактором газеты был журналист Максим Кононенко. Затем эту должность занимали Юлия Кучкина, Ольга Захарова, Евгений Абрамкин, Дмитрий Журин.
Придерживалось таблоидной тематики, в политических взглядах выступая лояльно к действующей власти. Аудиторию «Дни.ру» составляют преимущественно активные работающие мужчины и женщины в возрасте от 20 до 50 лет, с различным уровнем доходов. 70 % читателей составляют руководители и специалисты разных областей. Более половины читателей издания живут в России, более четверти — москвичи. Входит в Издательский дом Константина Рыкова.